# Casa del Fascio (Como)

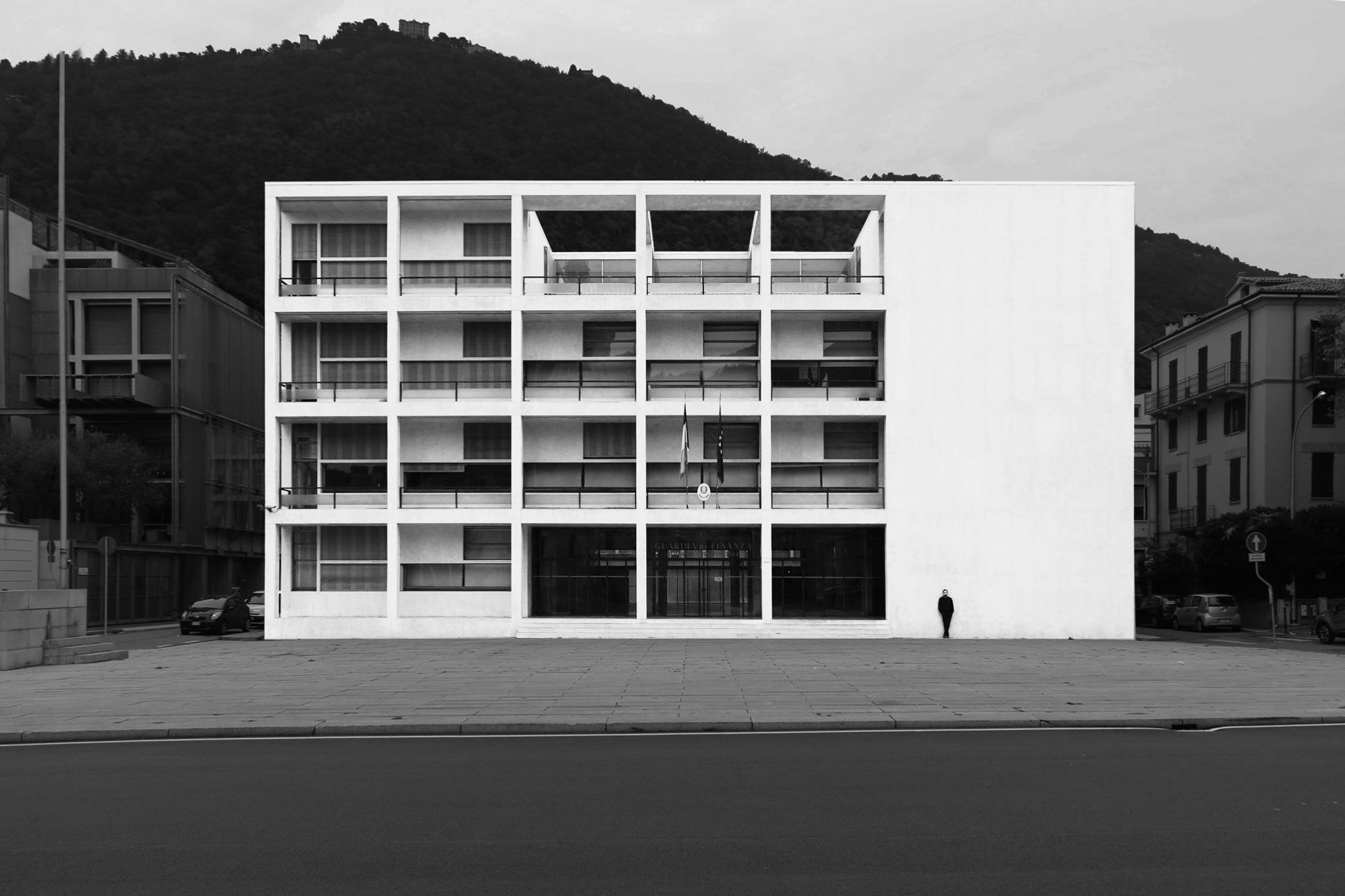
Casa del Fascio

Die Casa del Fascio (italienisch, ausgesprochen [kaːza del faʃʃo]; auch Palazzo Terragni genannt) in Como, ist ein Werk des italienischen Architekten Giuseppe Terragni. Sie gilt als ein Schlüsselwerk der italienischen Moderne, des Razionalismo.

## Geschichte
Das Gebäude wurde 1932 begonnen und 1936 als Casa del Fascio, als Sitz der lokalen Abteilung der Nationalen Faschistischen Partei Mussolinis, fertiggestellt. Das mit weißem Marmor verkleidete Gebäude wurde in den Dimensionen eines klassischen Palazzo um ein gläsernes Atrium herum entwickelt. Es diente in starkem Maße der Selbstdarstellung der Partei und war als elegante und moderne „Bühne“ für die Massenkundgebungen der Partei auf der Piazza del Popolo konzipiert, so sollte die große Freifläche an der Fassade auch der Präsentation großer Propagandaplakate dienen.
Seit 1957 beherbergt das Gebäude das Provinzhauptquartier der Polizei Guardia di Finanza sowie das kleine historische Museum der 6. Legion der Guardia di Finanza.
Ein Wandfresko von Mario Radice sowie die ursprüngliche Innenausstattung sind verschollen.

## Sonstiges
Das Gebäude ist auf einer 0,85-€-Briefmarke abgebildet, die am 17. April 2004 anlässlich des 100. Geburtstages von Giuseppe Terragni erschien.